# Kamienica Abrahama Wichenhagena w Szczecinie
Kamienica Abrahama Wichenhagena później Królewska Apteka Dworsko-Garnizonowa – kamienica, która znajdowała się przy ulicy Szewskiej 28, na obszarze szczecińskiego osiedla Stare Miasto, w dzielnicy Śródmieście. Zniszczona w czasie II wojny światowej.

## Historia
Kamienica została wybudowana w 1698 r. w miejsce wcześniejszego budynku, mieszczącego aptekę od co najmniej połowy XV wieku. W 1706 r. właścicielem budynku był aptekarz Abraham Wichenhagen. Parter kamienicy zajmowała apteka, a pierwsze i drugie piętro mieściły mieszkania. W czasie szwedzkiego oblężenia kamienica została uszkodzona. Odbudowano ją w 1713 r. z przeznaczeniem na Królewską Aptekę Dworsko-Garnizonową. W 1770 r. budynek po raz kolejny uległ przebudowie. W czasie II wojny światowej został zniszczony, a po zakończeniu działań wojennych jego ruiny rozebrano. Na tyłach kamienicy wzniesiono szkołę podstawową nr 63, a w miejscu samej kamienicy założono trawnik i posadzono drzewa.

## Opis
Według rysunku z 1706 r. kamienica była obiektem czterokondygnacyjnym, zwieńczonym dekoracyjnym szczytem. Do wnętrza prowadziła brama przyozdobiona pilastrami i zwieńczona trójkątnym gzymsem z inskrypcją „Non nobis sed aliis” („Nie dla nas, ale dla wszystkich”). Fasadę pierwszego i drugiego piętra podzielono pilastrami. Na środkowym pilastrze umieszczono zegar słoneczny. Gzyms rozdzielający niższe piętra i szczyt zawierał inskrypcję „Bis hier her hatt mich Gott geholfen” (cytat ze Starego Testamentu: „Aż dotąd pomagał nam Pan”, Samuel 7.12). Ostatnie piętro budynku skrywał szczyt. Szczyt ten składał się z części niższej i wyższej. Niższą część z dwoma oknami udekorowano w części środkowej pilastrami i płycinami, a w skrajnych częściach figurami. Ponad pilastrami umieszczono napis „Wir haben hir keine bleiben Stat” (cytat z Listu do Hebrajczyków – „Nie mamy tutaj trwałego miasta”, Hebr 13.14). Wyższą, trójkątną część szczytu zdobiły figury amorów. Budynek po późniejszych przebudowach zmienił częściowo swój wystrój. Usunięto zegar słoneczny, figurki amorów i inskrypcje w języku niemieckim i łacinie, zmieniono kształt bramy i szczytu.